# Ed Grimley
As Desventuras de Ed Grimley (The Completely Mental Misadventures of Ed Grimley) foi um desenho baseado no quadro de Ed Grimley que era exibido no Saturday Night Live. Ele foi produzido pela Hanna-Barbera e originalmente transmitida nas manhãs de sábado da rede americana NBC. Ao todo, a série teve 1 única temporada com 13 episódios.
No Brasil, Ed Grimley foi exibido nos anos 90 durante os primórdios do canal Cartoon Network no país, saindo do ar antes do ano 2000. O desenho nunca foi exibido na televisão aberta e, depois disso, também não foi mais visto na TV brasileira.

## Sinopse
Nascido do sucesso de Martin Short no Saturday Night Live, Ed Grimley[carece de fontes?] ganhou sua própria série animada com humor surreal e situações absurdas. Ela mostra o dia a dia de Ed em aventuras que começavam como algo comum, mas rapidamente se transformavam em um mundo de fantasia e exagero.
Entre os episódios, há Incríveis Irmãos Gustav, que ensinavam física de forma cômica, e as Histórias Assustadoras do Conde Floyd, em live-action. A turma de Ed era completa com seus vizinhos excêntricos, Leo e Deidre Freebus, a atrapalhada Sra. Malone e seu irmão Wendell, além dos fiéis companheiros Moby e Sheldon. E para finalizar cada episódio, Ed registrava seus dias mais que peculiares em seu diário.